# Copa Doddie Weir
La Copa Doddie Weir (Doddie Weir Cup en inglés) es un torneo de rugby disputado entre las selecciones de Escocia y la de Gales.
Fue creada en 2018, en homenaje al jugador escocés de rugby Doddie Weir, fallecido en 2022, quien padecía la enfermedad de la motoneurona.
Su primera edición fue el año 2018, su primer campeón fue Gales al vencer 21 a 10 en el Millennium Stadium de Cardiff.
Desde 2019, se pone en juego en el partido disputado entre ambos en el Torneo de las Seis Naciones.

## Ediciones
| Edición | Fecha      | Estadio                      | Resultado | Ganador |
| ------- | ---------- | ---------------------------- | --------- | ------- |
| I       | 03-11-2018 | Millennium Stadium, Gales    | 21-10     | Gales   |
| II      | 09-03-2019 | Estadio Murrayfield, Escocia | 11-18     | Gales   |
| III     | 31-10-2020 | Parc y Scarlets, Gales       | 10-14     | Escocia |
| IV      | 13-02-2021 | Estadio Murrayfield, Escocia | 24-25     | Gales   |
| V       | 12-02-2022 | Millennium Stadium, Gales    | 20-17     | Gales   |
| VI      | 11-02-2023 | Estadio Murrayfield, Escocia | 35-7      | Escocia |
| VII     | 03-02-2024 | Millennium Stadium, Gales    | 26-27     | Escocia |
| VIII    | 08-03-2025 | Estadio Murrayfield, Escocia | 35-29     | Escocia |

## Palmarés
| Gales   | 4 Trofeos |
| Escocia | 4 Trofeos |

Nota: El trofeo 2025 es el último torneo considerado